# Tramlijn 19 (Antwerpen)
Het Antwerpse tramnet heeft twee tramlijnen 19 gekend: de eerste verbond tijdens de Wereldtentoonstelling van 1930 in Antwerpen het station Antwerpen-Centraal met de spooroverweg aan de Jan De Voslei, de tweede verbond de Schijnpoort met het station Antwerpen-Oost.

## Traject
Bij de schrapping in 1931 was het traject als volgt: Eendrachtstraat (Schijnpoort) - Lange Lobroekstraat - station Antwerpen-Dam - Lange Dijkstraat - Sint-Jansplein - Vondelstraat - Italiëlei - Victorieplaats - Gemeentestraat - Koningin Astridplein - Pelikaanstraat - Simonsstraat - Mercatorstraat - Van den Nestlei - Plantin en Moretuslei - Ooststation

## Geschiedenis
De eerste tramlijn 19 werd in dienst genomen voor de Wereldtentoonstelling van 1930 en bestond uit twee delen. De eerste verbond de spoorwegovergang aan de Jan De Voslei met het Centraal station, de tweede verbond diezelfde spoorwegovergang met Hoboken.
Na de Wereldtentoonstelling werd tramlijn 19 de lijn van de Schijnpoort door de wijk Dam naar het Centraal Station en dan verder over de (speciaal voor de Wereldtentoonstelling aangelegde) sporen over de Plantin en Moretuslei naar het Ooststation. In 1931 werd de lijn echter alweer gesplitst: lijn 3bis nam het stuk Schijnpoort-Centraal Station over, lijn 18 het stuk Centraal Station-Ooststatie.

## Kenkleur
De tram had wit als kenkleur.

## Buslijn 19
In 1957 kreeg het Antwerpse stadsnet ook een buslijn 19. Die nam echter alleen het stuk Schijnpoort-Centraal Station over, het deel Centraal Station-Ooststatie bleef bij buslijn 18.